# Kunikida Doppo

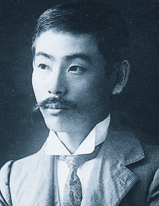
Kunikida Doppo

Kunikida Doppo (japanisch 国木田 独歩, Kyūjitai 國木田 獨歩, eigentl. Kunikida Tetsuo 国木田 哲夫; * 15. Juli 1871 in Chōshi, Präfektur Chiba; † 23. Juni 1908 in Chigasaki) war ein japanischer Schriftsteller.

## Leben
Kunikida, geboren als Sohn eines Gerichtsbeamten, besuchte die Imamichi-Grundschule und die Mittelschule in Yamaguchi. 1889 begann er, an der Fachschule Tokio (heute Waseda-Universität) Englisch und Französisch zu studieren. In dieser Zeit ließ er sich christlich taufen. Wegen politischer Aktivitäten wurde er 1891 exmatrikuliert. Er gründete 1892 das Magazin Seinen bungaku (Literatur für die Jugend) und begann 1893 Englisch, Mathematik und Geschichte an der Tsuruya-Lehranstalt (鶴谷学館, Tsuruya gakkan) in Saiki zu unterrichten. Ab 1894 arbeitete er als Kriegskorrespondent für die Zeitung Kokumin Shimbun. Seine Reportagen wurden nach seinem Tod als Buch unter dem Titel Aitei Tsūshin veröffentlicht.
Im Folgejahr siedelte Kunikida nach Tokio über, wo er das Magazin Kokumin no Tomo herausgab. Mit Tayama Katai und Matsuoka Kunio verfasste er 1897 die Anthologie Jojōshi (Lyrische Gedichte). Eine weitere Gedichtsammlung erschien unter dem Titel Doppo gin. Sein lyrisches Schaffen ist stark beeinflusst von der Naturlyrik William Wordsworth’. Weiterhin veröffentlichte Kunikida mehrere Sammlungen von Short Storys.
Nach dem Russisch-Japanischen Krieg betätigte sich Kunikida als Verleger, war jedoch zwei Jahre später insolvent. In dieser Zeit wandte er sich der Kurzgeschichte zu.
1907 infizierte er sich mit Tuberkulose, an der er 1908 verstarb.
Kunikida Doppo gilt als einer der wichtigsten Vertreter des japanischen Naturalismus.

## Werke (Auswahl)
Kyūshi (窮死)
Exemplarisch und skizzenhaft schildert die Kurzgeschichte die elenden Arbeitsbedingungen und den Tod des Erdarbeiters Bunkō. Als Tagelöhner verdient Bunkō mit Erd- und Ausschachtarbeiten kaum genügend Geld, um sich eine warme Mahlzeit leisten zu können. Kränklich kehrt er am Abend in ein Wirtshaus ein, erregt das Mitleid der Inhaberin und erhält etwas zu essen. Er besitzt weder Hab und Gut, noch hat er für die Nacht ein Dach über dem Kopf. Sein Arbeitskollege Benkō, der mit seinem alten Vater unter unzumutbaren Umständen in einem kargen und viel zu kleinen Zimmer haust, nimmt ihn für die Nacht auf. Die Gleichgültigkeit eines Rikschafahrers führt am Folgetag zu einer Auseinandersetzung, in deren Verlauf Benkōs Vater einen schweren Unfall erleidet und stirbt. Benkō wirft Bunkō daraufhin aus dem Haus, um die Totenwache abhalten zu können. Einen Tag danach wird Bunkō, von der Eisenbahn überfahren, tot am Bahndamm aufgefunden. Lapidar einigen sich der anwesende Polizist und der hinzugezogene Arzt darauf, dass der Tote, der ohnedies krank gewesen sei, sich das Leben nahm. Bunkō endet namenlos in einem Armengrab. Die Kurzgeschichte schließt mit dem Satz: „Bunkō hatte das alles einfach nicht mehr länger ertragen können.“
Thematisch erinnert Doppos Kurzgeschichte an das Drama Die Weber von Gerhart Hauptmann. Skizzenhaft beschreibt Doppo die Not und die Lebensumstände eines japanischen Arbeiters zur Jahrhundertwende.
Textausgaben
- Tod aus Verzweifelung. Übersetzt von Jürgen Berndt. In: Eduard Klopfenstein (Hrsg.): Träume aus zehn Nächten. Japanische Erzählungen des 20.  Jahrhunderts. Theseus Verlag, München 1992, ISBN 3-85936-057-4, S. 37–45.
- Japanische Textausgabe bei Aozora

### Weitere Werke
- Jojōshi (抒情詩), Gedichte
- Musashino (武蔵野), Kurzgeschichten
- Ummei (運命), Kurzgeschichten
- Doppo-shū dai-ni (独歩集第二), Kurzgeschichten
- Nagisa (渚), Kurzgeschichten
- Take no Kido (竹の木戸), Roman
- Aitei Tsūshin (愛弟通信), Reportagen